# Szilágyi Aladár (helytörténész)
Szilágyi Aladár (Pankota, 1943. szeptember 22. – 2020. március 17.) bánsági magyar helytörténész, publicista, szerkesztő.

## Életútja
Középiskolai tanulmányait Aradon végezte (1961), majd a câmpinai Energetikai Főiskolán nyert erősáram-technikusi képzettséget (1963); később elvégezte a BBTE Filozófiai Fakultását is (1972). Az 1989-es rendszerváltásig a nagyváradi Városi Közüzemek alkalmazottja, 1990–98 között a Kelet–Nyugat főszerkesztő-helyettese, majd főszerkesztője; 1991-től a Bihari Napló belső munkatársa, 1992-től főszerkesztő-helyettese, 1994–96 között a lap kiadóvállalatának igazgatója, több mint 40 kiadványának szerkesztője. Ebben az időszakban a lap kiadójánál több helytörténeti munkát jelentetett meg (Csernák Béla: A váradi református egyház története; Hegyesi Márton: Bihar vármegye az 1848–49-es szabadságharcban). 1991–98 között a Királyhágómelléki református egyházkerület főgondnoka, 1996–2000 között a Magyar Újságírók Romániai Egyesületének alelnöke.

## Munkássága
Első írásait 1966-ban közölte a nagyváradi Fáklya; írt prózát, verset, esszét, kritikát. Az 1960-as évek végén szerepe volt a nagyváradi Ady Endre Irodalmi Kör életre keltésében, két évtizedes sikeres működését vezetőségi tagként is befolyásolta. A Kör heti összejövetelei annak idején egy pezsgő és egészséges szellemi légkör fenntartásával, a közösségi sorsproblémák napirenden tartásával vonzották nemcsak a váradi, hanem valamennyi romániai magyar értelmiséget is.
2003-tól a Várad c. folyóirat, 2004-től az Erdélyi Riport szerkesztője. Itt jelent meg 2005 nyarától riportsorozata, amelyben közel száz máramarosi, partiumi, bánsági, olténiai és dobrudzsai település apró nemzetiségi szórványainak életét, megmaradásuk titkait tárta fel. Ez a sorozat kötetbe gyűjtve A Klisszúra titkai (Zárványok és szórványok a Partiumtól Dobrudzsáig) címmel, Szűcs László előszavával jelent meg (Nagyvárad, é. n.). Riportjai egyben a magyarok által is lakott helységek és az ott élő emberek bemutatása, egyes jeles személyiségről szóló riportjai szintén forrásértékűek.

## Kötetei
- Magyar egyházak és gyülekezetek Nagyváradon / Hungarian churches and congregations in Oradea/Nagyvárad; szerk. Veres Kovács Attila, Szilágyi Aladár; Királyhágómelléki Református Egyházkerület, Oradea, 1992
- A Klisszura titkai. Zárványok és szórványok a Partiumtól Dobrudzsáig. Riportok; Scripta, Nagyvárad, 2006 (Erdélyi Riport Könyvek)
- A nemlétezők lázadása. Zárványok és szórványok II.; Riport, Nagyvárad, 2009 (Erdélyi riport könyvek)
- A Verità vándorai; Riport, Nagyvárad, 2010 (Riport könyvek)
- Csodaváróktól csodateremtőkig; Riport, Nagyvárad, 2011 (Riport könyvek)
- Klió a tükrök labirintusában. Szilágyi Aladár portréi kortárs magyar történészekről; szerk. Szűcs László; Várad folyóirat–Riport, Nagyvárad, 2011
- A belgaság dicsérete. Útirajzok, esszék; Riport, Nagyvárad, 2012 (Riport könyvek)
- Váradhegyalja. Egy világ a város körül; Riport, Nagyvárad, 2014
- Mit akartak ezek a magyarok? Beszélgetések kortárs történészekkel; Holnap Kulturális Egyesület, Nagyvárad, 2015
- Besztercétől a Bánságig. Riportok; Holnap Kulturális Egyesület, Nagyvárad, 2016 (Zárványok és szórványok)
- Dánielisz Endre: Közkinccsé lett a teljes Arany-életmű / Tanár úr, a kultúrmindenes. Szilágyi Aladár nagyszalontai beszélgetései Dánielisz Endrével; HKE, Nagyvárad, 2017
- Flandriától Ticinón át Lombardiáig. Riportok; Magyar Újságírók Romániai Egyesülete–Holnap Kulturális Egyesület, Oradea, 2018
- A leszakadt Erdély első száz éve; Holnap Kulturális Egyesület, Nagyvárad/Oradea, 2019
- "Kit az sok csata jár". A magyar hadtörténet évszázadai; Holnap Kulturális Egyesület, Nagyvárad/Oradea, 2020
- Kortárs, magyar. Szilágyi Aladár íróportréi, 1-2.; szerk. Szűcs László; Holnap Kulturális Egyesület, Nagyvárad, 2020

## Díjak, elismerések
2008-ban az EMKE Spectator-díjával tüntették ki.